# جيم بيكوك
جيم بيكوك (بالإنجليزية: Jim Peacock)‏ (1871 في المملكة المتحدة - ) هو لاعب كرة قدم بريطاني (وحمل سابقاً جنسية المملكة المتحدة لبريطانيا العظمى وأيرلندا) في مركز الوسط. لعب مع ستوك سيتي وDresden United F.C. ‏.